# Ђузепе Верди
Ђузепе Верди (итал. Giuseppe Francesco; Ле Ронколе, 10. октобар 1813 — Милано, 27. јануар 1901) био је композитор зрелог италијанског белканта (bel canto). Већ у својој једанаестој години је постао оргуљаш у локалној цркви. Први који је уочио његов таленат је био трговац и љубитељ музике Антонио Баречи, који га је узео у своју радњу и помагао у сваком погледу. Уз његову помоћ, као и помоћ града Бусета, омогућено му је да упише музику у Милану године 1832. Међутим, управник Конзерваторијума се устручавао да Вердија прими, наводно због тога што је био старији него што је статут дозвољавао, али вероватније стога што није имао поверења у његов таленат. Због тога је Верди током следеће три године радио код оперског диригента Лавиње, прагматичног човека, чији је катихизам био Моцартов Дон Ђовани. Године 1833, у Бусету умире оргуљаш Провеси и Верди га наслеђује. Две године након тога се жени Маргеритом Баречи (Margerita Barecci), најстаријом ћерком свога заштитника. Но, већ 1840. она умире, као и њихово двоје деце. Годину дана пре тога је Верди дебитовао као оперски композитор, што му је донело успех и могућност да се пресели у Милано. Ова опера је била Оберто, гроф од Сан Бонифација. Након ове је написао још многе опере, укупно 27, које су му створиле име најпре у Италији, али и у свету. 1859. се венчао са оперском певачицом Ђузепином Стрепони (Giuseppina Strepponi), али је и њу надживео, иако само четири године.
Осим опера, написао је и два дела сакралног карактера, и то Реквијем (Requiem) 1874. на успомену на Александра Манцонија и Четири света комада (Quattri pezzi sacri) 1898, које се састоје од Ave Maria, Stabat Mater, Te Deum и Laudi alla Vergine из Дантеовог Раја.
Верди је умро у Милану у којем је дуго година живео и радио и сахрањен је у Музичком Институту Верди у том граду.

## Биографија

### Детињство и образовање
Верди, прво дете Карла Ђузепе Вердија (1785–1867) и Луиђе Утини (1787–1851), је рођен у њиховом дому у Ронколе Верди, селу у близини Бусета, тада у Департеману Таро и унутар граница Првог француског царства након анексије Војводства Парма 1808. године. Баптистички регистар, припремљен 11. октобра 1813, наводи његове родитеље Карла и Луиђу као „гостионичара“ и „прељу“ респективно. Осим тога, наводи се да је Верди био „рођен јуче“, али пошто се обично сматрало да дани почињу у сутон, то је могло да значи било 9 или 10. октобар. Сам Верди је, доследан својој мајци, увек славио свој рођендан 9. октобра.
Верди је имао млађу сестру, Ђузепу, која је умрла у својој 17 години 1833. године. Од његове четврте године, Вердију је давао приватне часове латинског и италијанског сеоски учитељ, Бајстроки, а са шест година је пошао у локалну школу. Након што је научио да свира оргуље, он је у тој мери био заинтересован за музику да су му његови родитељи коначно набавили спинет. Вердијев таленат за музику је већ био уочљив током 1820–21 кад је започео своју сарадњу са локалном црквом, учествујући у хору, служећи као олтарски дечак неко време, и похађајући часове оргуља. Након Бајстрокијеве смрти, Верди, у својој осмој години постао званично плаћени оргуљаш.
Музички историчар Роџер Паркер напомиње да су оба Вердијева родитеља „припадала фамилијама малих земљопоседника и трговаца, и да свакако нису били неписмени сељаци како је Верди касније обично говорио представљајући себе као самоизниклу особу ... Карло Верди је био ентузијастичан по питању унапређења образовања свога сина ... нешто што је Верди био склон да прикрива касније у животу ... Појављује се слика младалачке превремености коју је амбициозни отац неговао и непрекидног, софистицираног и свеобухватног формалног образовања.“
Године 1823, кад је имао 10 година, Вердијеви родитељи су уписали дечака у школу у Бусету, у Ђиназио — гимназију за дечаке, који је водио Дон Пјетро Селети, док су они наставили да се баве вођењем гостионице у Ронколу. Верди се редовно враћао то Бусето да свира орган недељом, преваљујући растојање од неколико километара пешке. У својој једанаестој години, Верди је похађао часове италијанског, латинског, друштвених наука и реторике. У дванаестој је почео да са часовима Фердинанда Провесија, maestro di cappella у Сан Бартоломеу, директора општинске музичке школе и кодиректора локалног Società Filarmonica (Филхармонијског друштва). Верди је касније једном приликом изјавио: „Од узраста 13 до 18 написао сам мешовит асортиман комада: маршева за бендове за стотину свирача, можда чак и многе мале симфоније које су кориштене у цркви, у позоришту и на концертима, пет или шест кончерта и сетове варијација за пијанофорте, који сам сам свирао на концертима, многе серенаде, кантате (арије, дуете, веома много триа) и разне комаде црквене музике, од који ја памтим само Stabat Mater.“ Ова информација долази из аутобиографског скеча који је Верди диктирао издавачу Ђулију Рикодију у каснијем периоду свог живота, 1879. године, и остаје водећи извор за његов рани живот и каријеру.
Писано, разумљиво, с предностима накнадног размишљања, то није увек поуздано када се ради о питањима која су у већој мери спорна него његово детињство.
Други директор Филхармонијског друштва је био Антонио Бареци, трговац на велико и дестилер, кога су савременици описивали као „маничног дилетанта“ музике. Млади Верди није одмах био укључен у филхармонију. Јуна 1827. је матурирао је са почастима у гимназији и могао је да се у потпуности усредсреди на музику под Провесијем. Случајно, кад је имао 13 година, од Вердија су тражили да свира као замена, што је био његов први јавни наступ у свом родном месту; он је одмах остварио успех углавном свирајући своју сопствену музику на изненађење многих, и примио је свестрана локална признања.
До 1829–30, Верди је успоставио себе као лидера у Филхармоници: „нико од нас га није могао надмашити“ забележио је секретар организације, Ђиузепе Демалди. Једну кантату са осам кретања, I deliri di Saul, базирану на драми Виторија Алферија, је Верди написао у својој петнаестој години и извео је у Бергаму. Демалди и Бареци су били импресионирани. Демалди је коментарисао: „Он показује живописну машту, филозофску перспективу и добар избор у уређењу инструменталних делова.“ Крајем 1829, Верди је завршио своје студије са Провесијем, који је изјавио да нема више шта да га научи. У то време Верди је давао часове певања и клавира Барецијевој ћерки Маргерити; до 1831. године, они су били незванично верени.
Верди је желео да пређе у Милано, који је у то време био културна престоница северне Италије, где је неуспешно поднео апликацију да студира на конзерваторијуму. Бареци је направио аранжман да постане приватни ученик Винченца Лавиња, који је био концертни маестро у Миланској скали, и који је описао Вердијеве композиције као „веома обећавајуће“. Лавињи је охрабрио Вердија да извади претплату за Скалу, где је чуо Марију Малибран у операма Ђоакина Росинија и Винченца Белинија. Верди је почео да се повезује у Миланском свету музике што је било неопходне за унапређење његове каријере. Између осталог Лавињи га је упознао са аматерском хорском групом, Società Filarmonica, коју је предводио Пјетро Масини. Присуствујући често извођењима Società током 1834, Верди је ускоро почео да делује као редитељ проба (за Росинијеву La cenerentola) и continuo свирач. Масини га је охрабрио да напише своју прву оперу, оригинално названу Рочестер, за либрето који је написао новинар Антонио Пјаца.

## Опус

### Опере
- Оберто, гроф од Сан Бонифација (Oberto, conte di San Bonifacio) (1839)
- Један дан власти, или лажни Станислав (Un giorno di regno, o Il finto Stanislao) (1840)
- Набуко (Nabucco) (1842)
- Ломбардијци у Првом крсташком походу (I Lombardi alla prima crociata) (1843)
- Ернани (Ernani) (1844)
- Два Фоскарија (I Due Foscari) (1844)
- Јованка Орлеанка (Giovanna d'Arco) (1845)
- Алзира (Alzira) (1845)
- Атила (Attila) (1846)
- Магбет (Macbeth) (1847)
- Разбојници (I Masnadieri) (1847)
- Гусар (Il Corsaro) (1848)
- Битка за Лењано (La battaglia di Legnano) (1849)
- Лујза Милер (Luisa Miller) (1849)
- Стифелио (Stiffelio) (1850)
- Риголето (Rigoletto) (1851)
- Трубадур (Il Trovatore) (1853)
- Посрнула жена (Травијата) (La Traviata) (1853)
- Сицилијанско вечерње (I Vespri Siciliani/Les vêpres Siciliennes) (1855)
- Симоне Боканегра (Simone Boccanegra) (1857)
- Бал под маскама (Un Ballo in Maschera) (1859)
- Моћ Судбине (La Forza del Destino) (1862)
- Дон Карлос (Don Carlos) (1867)
- Аида (1871)
- Отело (Othello) (1887)
- Фалстаф (Falstaff) (1893)

### Остала дела
- (1862)
- Гудачки квартет у e-mollu (1873)
- Реквијем (Requiem) (1874)
- за петоделни хор (1873)
- за сопрана и гудаче (1880)
- Четири света комада (Quattri pezzi sacri) (1898)